# 守谷市立大井沢小学校
守谷市立大井沢小学校（もりやしりつ おおいさわしょうがっこう）は、茨城県守谷市薬師台四丁目に所在する市立小学校。1994年に閉校した旧：大井沢小学校とは別物であるが、旧：大井沢小学校の学区も当校の学区に含んでいる。設置前の仮称は「北守谷第三小学校」。

## 沿革
- 1995年（平成7年）4月1日 - 守谷町立松前台小学校より守谷町立大井沢小学校として分離開校。
- 2002年（平成14年）2月2日 - 市制施行により、守谷市立大井沢小学校に改称。

## 教育目標
「豊かな心をもち、たくましく生きる子どもの育成をめざす」

## 学区
- 守谷市
  - 立沢（ふれあい道路より東側地区及び前川を除く）
  - 大木
  - 板戸井
  - 薬師台

当地域は新興住宅地常総ニュータウン北守谷の薬師台地区に位置する。当小学校を卒業し、市立中学校に進学する場合の進学先は御所ケ丘中学校となる。

## 交通
- 関東鉄道バス・「大井沢小学校前」下車 徒歩1分